# Kreis Coesfeld
Kreis Coesfeld (spreek uit: Koosfelt) is een Kreis in de Duitse deelstaat Noordrijn-Westfalen. Kreisstadt is de gelijknamige stad. De Kreis telt 220.712 inwoners (31 december 2020) op een oppervlakte van 1.112,03 km². Op 31 december 2020 had 7,68% van de inwoners een niet-Duits staatsburgerschap (16.945 niet-Duitsers) en hadden 400 inwoners het Nederlandse staatsburgerschap.

## Steden en gemeenten

Steden en gemeenten in Kreis Coesfeld.

De volgende steden en gemeenten liggen in de Kreis:
| Steden                                                       | Gemeenten                                                                  |
| ------------------------------------------------------------ | -------------------------------------------------------------------------- |
| 1. Billerbeck 2. Coesfeld 3. Dülmen 4. Lüdinghausen 5. Olfen | 1. Ascheberg 2. Havixbeck 3. Nordkirchen 4. Nottuln 5. Rosendahl 6. Senden |

Zie ook: Lijst van Kreise en kreisfreie steden in Noordrijn-Westfalen
Ascheberg · Billerbeck · Coesfeld · Dülmen · Havixbeck · Lüdinghausen · Nordkirchen · Nottuln · Olfen · Rosendahl · Senden